# 47ª Brigata meccanizzata "Magura"
La 47ª Brigata meccanizzata autonoma "Magura" (in ucraino 47-ма окрема механізована бригада «Маґура»?, 47-ma okrema mechanizovana bryhada «Мagura», unità militare A4699) è un'unità di fanteria meccanizzata delle Forze terrestri ucraine, subordinata al Comando operativo "Nord" e con base a Hostomel'.

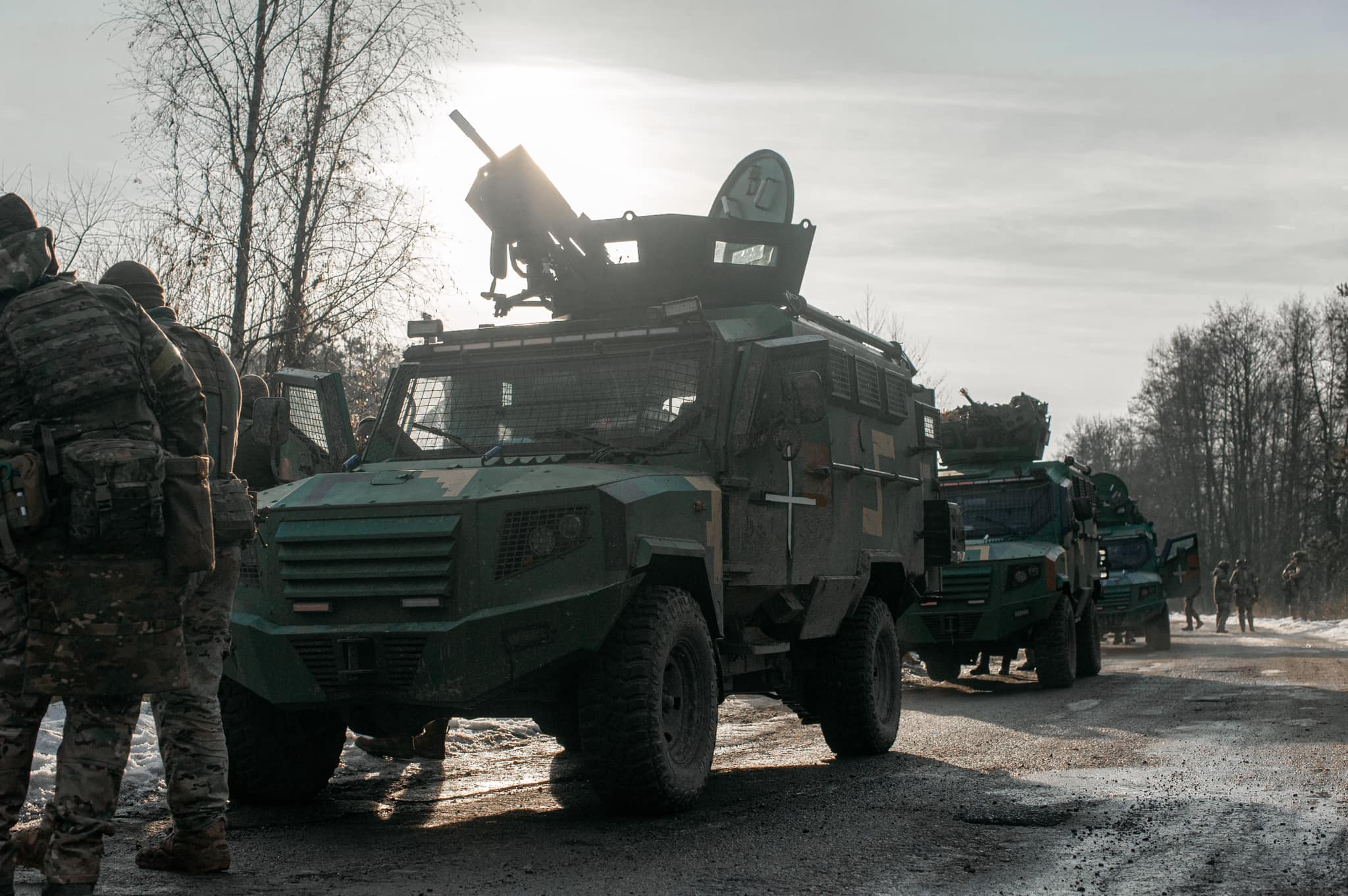
Panthera T6 della brigata

## Storia
L'unità è stata creata il 26 aprile 2022 in seguito all'invasione russa dell'Ucraina come 47º Battaglione d'assalto autonomo (in ucraino 47-й окремий штурмовий батальйон?, 47-j okremyj šturmovyj batal'jon). Formato da volontari reclutati principalmente a Kiev, Dnipro, Odessa e Leopoli sotto il comando del capitano Ivan Šalamaha (attuale vice comandante della brigata), il quale a soli 25 anni diventa il più giovane comandante di battaglione dell'intero esercito ucraino, il battaglione è stato schierato al fronte a partire dal giugno 2022, prendendo parte alle battaglie per la centrale elettrica di Vulheris'ka, presso Svitlodars'k, sostituendo la 30ª Brigata meccanizzata.
Il 28 giugno è ripreso il reclutamento di nuovo personale per l'unità, che è stata espansa fino a diventare un reggimento ricevendo carri armati e artiglieria. Il 15 novembre è stata ingrandita di nuovo venendo portata al rango di brigata per ordine del comandante in capo delle Forze armate ucraine Valerij Zalužnyj, distaccando elementi della 1ª Brigata corazzata per formare il battaglione corazzato dell'unità. Al comando della brigata è stato nominato Oleksandr Sak, veterano della guerra del Donbass in servizio nella 93ª Brigata meccanizzata, che a soli 28 anni è così diventato il più giovane comandante di brigata nella storia dell'esercito ucraino. Il titolo onorifico della brigata è "Magura", vetta montuosa dei Carpazi ucraini che secondo Valerij Markus (fondatore della brigata insieme a Šalamaha) simboleggia la sfida e il percorso affrontato dai suoi uomini. Secondo la mitologia slava il nome è interpretato come la figlia di Perun, dio del tuono.
È stata equipaggiata principalmente con armamenti forniti da paesi NATO, come i carri M-55S (versione slovena pesantemente rimodernata del T-55, poi ceduti alla 67ª Brigata meccanizzata e sostituiti dai Leopard 2A6) e i blindati Panthera T6. È stata inoltre una delle prime brigate a ricevere gli IFV statunitensi M2 Bradley in sostituzione dei BMP-1, e militari dell'unità sono stati inviati in addestramento presso la base di Grafenwöhr a questo scopo. Oltre all'equipaggiamento, anche l'organizzazione interna della brigata ricalca gli standard della NATO, rendendola un'unità atipica e pionieristica all'interno dell'esercito ucraino. La dotazione e l'addestramento da brigata meccanizzata pesante sono stati pensati per renderla una delle principali unità da impiegare durante la controffensiva ucraina dell'estate 2023. È infatti parte del 10º Corpo operativo, corpo d'armata composto in totale da nove brigate equipaggiate grazie agli aiuti occidentali e destinato alle operazioni offensive.

### Controffensiva estiva del 2023
Fra il 7 e l'8 giugno 2023 un gruppo tattico della brigata, composto da Bradley e Leopard e rinforzato da elementi della 33ª Brigata meccanizzata, ha tentato di sfondare la prima linea di difesa russa a sud di Orichiv tenuta dal 70º e dal 291º Reggimento della 42ª Divisione fucilieri motorizzata, rimanendo bloccato in un campo minato e perdendo numerosi veicoli. Le immagini dell'attacco sono state diffuse dalla propaganda russa come dimostrazione del fallimento della controffensiva estiva, ma come dichiarato dall'Institute for the Study of War la perdita di mezzi nelle fasi iniziali delle operazioni non è indicativa dei progressi ucraini, specialmente in battaglie di penetrazione contro postazioni difensive preparate, e grazie alla struttura dei corazzati occidentali che a differenza di quelli di origine sovietica permettono all'equipaggio di salvarsi nella maggioranza dei casi.
Gli attacchi sono continuati anche nei giorni successivi, senza ottenere guadagni territoriali ma costringendo la 58ª Armata combinata russa a spostare la 22ª Brigata specnaz dalla riserva alla prima linea. Nelle settimane successive, insieme alla 65ª Brigata meccanizzata, la brigata ha continuato ad avanzare in direzione di Robotyne, importante snodo della linea fortificata russa dove sono stati concentrati, oltre alle unità precedenti, anche elementi della 45ª Brigata specnaz e i battaglioni BARS-11 e 14. All'inizio di luglio i primi reparti sono entrati nel villaggio, venendo inizialmente respinti, e iniziando a condurre attacchi anche sui fianchi dell'abitato. Ad agosto la brigata è entrata a Robotyne da est insieme al Battaglione d'assalto "Skala", mentre la 65ª da nordovest, ed entrambe hanno occupato gran parte del centro abitato entro il 15 del mese tagliando la via d'accesso alle ultime unità russe rimaste, costringendo quindi a ripiegare due reggimenti fucilieri motorizzati (1430º e 1441º) e un battaglione dell'810ª Brigata fanteria di marina. Successivamente alla presa del villaggio, dove la brigata ha liberato alcuni civili rimastivi nonostante la battaglia, è stata rinforzata dalla 46ª Brigata aeromobile e dall'82ª Brigata d'assalto aereo negli scontri in direzione di Quota 166, il punto più sopraelevato dell'intero settore a nord di Tokmak e fondamentale per le future operazioni offensive. A novembre il primo tenente Mykola Mel'nyk, comandante di compagnia della brigata gravemente ferito nel corso della controffensiva, ha rilasciato un'intervista al canale televisivo ucraino Front 18 parlando dell'alta qualità dell'addestramento ricevuto e della motivazione dei soldati, ma descrivendo anche i molteplici problemi incontrati durante la pianificazione e l'esecuzione delle operazioni offensive contro un nemico altamente preparato.

### Battaglia di Avdiïvka
Dopo mesi di duri combattimenti sul fronte sud, nella seconda metà di ottobre la brigata è stata ritirata dalla prima linea. Poco dopo i suoi reparti sono stati rischierati a est, per contrastare l'offensiva russa su Avdiïvka. In particolare i Leopard 2A6 della brigata sono stati utilizzati a nord della cittadina in supporto della 110ª Brigata meccanizzata. All'inizio di dicembre un contrattacco della brigata nell'area del villaggio di Stepove ha permesso alla 116ª Brigata di difesa territoriale schierata più a nord di ritirarsi in buon ordine e ristabilire una nuova linea difensiva. Alla fine del mese la brigata ha ceduto i propri Leopard 2A6 alla 21ª Brigata meccanizzata, che ha così potuto portare a ranghi completi il proprio battaglione corazzato equipaggiato inizialmente con soltanto 10 Stridsvagn 122 (versione svedese del Leopard 2A5). L'unità è riuscita comunque a continuare efficacemente la difesa di Stepove, impiegando con successo i propri Bradley al punto di sconfiggere in combattimento un T-90, il più moderno carro armato in servizio nell'esercito russo, appartenente al 237º Reggimento della 90ª Divisione corazzata.
Nel frattempo il personale del battaglione corazzato originale della brigata, dopo periodo di addestramento all'estero sugli M1A1 Abrams più lungo del previsto, ha fatto ritorno in Ucraina e a metà febbraio 2024 è stato riassegnato all'unità, entrando in combattimento sul fronte di Avdiïvka poco dopo la caduta della città. Il 17 febbraio il 25º Battaglione d'assalto è stata l'ultima unità ucraina ad abbadonare la grande cokeria di Avdiïvka, catturata dai russi nei giorni seguenti. La brigata si è quindi ritirata da Stepove per difendere il villaggio di Berdyči, dove fra fine febbraio e inizio marzo avrebbe perso i primi due carri armati Abrams negli scontri con la 15ª Brigata fucilieri motorizzata. Nel corso della battaglia la brigata ha riscontrato problemi nella catena di comando, che hanno portato al rapido avvicendamento di due comandanti nel giro di due mesi: a gennaio 2024 è stato nominato il tenente colonnello Dmytro Rjumšin, in precedenza al comando della 33ª Brigata meccanizzata, sostituto già nei primi di marzo dal colonnello Jan Jacyšen, ex comandante della 56ª Brigata motorizzata.

### Fronte di Pokrovs'k
Il 20 aprile la brigata, in procinto di venire trasferita nelle retrovie dopo un anno di permanenza al fronte, è stata invece inviata presso il villaggio di Očeretyne per fermare l'avanzata russa in questa direzione, causata da una rotazione di truppe ucraine che ha lasciato l'insediamento temporaneamente difeso soltanto dal 59º Battaglione della 104ª Brigata di difesa territoriale. Il contrattacco, condotto anche da elementi della 115ª Brigata meccanizzata, non ha avuto successo e la 30ª Brigata fucilieri motorizzata è riuscita a sfruttare lo spazio liberatosi per mettere piede nel centro abitato prima che gli ucraini potessero ristabilirvisi. Nei giorni successivi la brigata ha combattuto per difendere l'area a sud di Očeretyne insieme alla 23ª Brigata meccanizzata, scontrandosi con la 21ª, la 74ª, la 114ª e la 137ª Brigata dell'esercito russo. Per i meriti dimostrati in combattimento, il 6 maggio il presidente ucraino Volodymyr Zelens'kyj ha concesso alla brigata il titolo onorifico "Per il Valore e il Coraggio". Nel luglio 2024, in seguito alla legge ucraina che ha permesso ad alcune categorie di detenuti di prestare volontariamente servizio nell'esercito, la 47ª Brigata meccanizzata è stata una delle unità ad integrarne un certo numero nei propri ranghi, costituendo il Battaglione "Škval". La notte del 25 luglio la brigata ha fornito supporto a elementi del 1º e 3º Battaglione della 31ª Brigata meccanizzata per rompere l'accerchiamento nel quale si trovavano in seguito all'avanzata russa a Prohres e ripiegare verso ovest. Nelle settimane successive è stata costretta a cedere terreno a causa della pressione esercitata dalle forze nemiche in schiacciante superiorità numerica. All'inizio di agosto ha preso posizione a difesa di alcuni villaggi a nordovest di Prohres insieme alla 151ª Brigata meccanizzata. Nel corso del mese ha continuato a combattere nel settore di Pokrovs'k, cercando di rallentare l'avanzata russa in direzione della città.

### Offensiva di Kursk
A partire da metà ottobre 2024 un reparto della brigata equipaggiato con Bradley e Abrams è stato trasferito nell'oblast' di Kursk nell'ambito dell'offensiva ucraina in territorio russo, dove ha attaccato con successo le posizioni della 155ª Brigata fanteria di marina nei pressi di Novoivankova insieme a elementi della 36ª Brigata fanteria di marina, dell'82ª e della 95ª Brigata d'assalto aereo, infliggendo gravi perdite ai reparti meccanizzati avversari senza tuttavia riuscire a riconquistare completamente il villaggio. Durante la seconda settimana di novembre, con elementi della 95ª Brigata d'assalto aereo e della 17ª Brigata meccanizzata pesante, ha respinto i nuovi attacchi contro il saliente ucraino nell'oblast' di Kursk condotti dalla 155ª e dall'810ª Brigata fanteria di marina e da due reggimenti della 106ª Divisione aviotrasportata; le forze russe impiegate hanno perso uomini e veicoli da combattimento pari a circa tre battaglioni. All'inizio di gennaio ha respinto un importante assalto a nord di Sudža, condotto dalla 34ª Brigata fucilieri motorizzata e dalla 155ª Brigata fanteria di marina con 50 veicoli da combattimento, infliggendo numerose perdite alle truppe russe. A metà febbraio un ulteriore assalto in direzione del villaggio di Nikol'skij è stato respinto con la distruzione dell'intera compagnia della 155ª Brigata russa impiegata nell'operazione. Alla fine di marzo 2025 elementi della brigata hanno preso parte all'incursione ucraina nell'oblast' di Belgorod. Il 17 maggio il comandante del 1º Battaglione della brigata, Oleksandr Šyršyn, ha rassegnato le dimisioni denunciando il comando supremo di aver causato perdite ingiustificate a causa degli ordini impartiti.

## Struttura
- Comando di brigata[72]
- 1º Battaglione meccanizzato
  - Unità droni "God's Work"
- 2º Battaglione meccanizzato
  - Unità droni "Ignis Vindicta"
- 3º Battaglione meccanizzato
  - Unità droni "Nomad"
- 25º Battaglione d'assalto (Konotop, unità militare A4640)[73]
  - Unità droni "Aerorozvidka"
- 26º Battaglione fucilieri (Kiev, unità militare А4028)[74]
  - Unità droni "Amigo"
- 211º Battaglione operazioni speciali (Sumy, unità militare А4270)[75]
- Battaglione fucilieri speciale "Škval"
- Battaglione corazzato (M1A1 Abrams)
- Battaglione sistemi senza pilota "Strix"
- Gruppo d'artiglieria
  - Batteria acquisizione obiettivi
  - Battaglione artiglieria campale (D-30)
  - Battaglione artiglieria semovente (M109A6 Paladin)
  - Battaglione artiglieria lanciarazzi (BM-21 Grad)
  - Battaglione artiglieria controcarri (Stugna-P e FGM-148 Javelin)
- Battaglione artiglieria missilistica contraerei (RBS-70)
- Battaglione genio
- Battaglione manutenzione
- Battaglione logistico
- Compagnia ricognizione
- Compagnia comunicazioni
- Compagnia radar
- Compagnia difesa NBC
- Compagnia medica

## Comandanti
- Maggiore Ivan Šalamaha (aprile 2022 - novembre 2022)[76]
- Tenente colonnello Oleksandr Sak (novembre 2022 - settembre 2023)[77]
- Colonnello Oleksandr Pavlij (settembre 2023 - gennaio 2024)[78]
- Tenente colonnello Dmytro Rjumšyn (gennaio 2024 - marzo 2024)[44]
- Colonnello Jan Jacyšen (marzo 2024 - in carica)[79]